# Distrito de Ümraniye

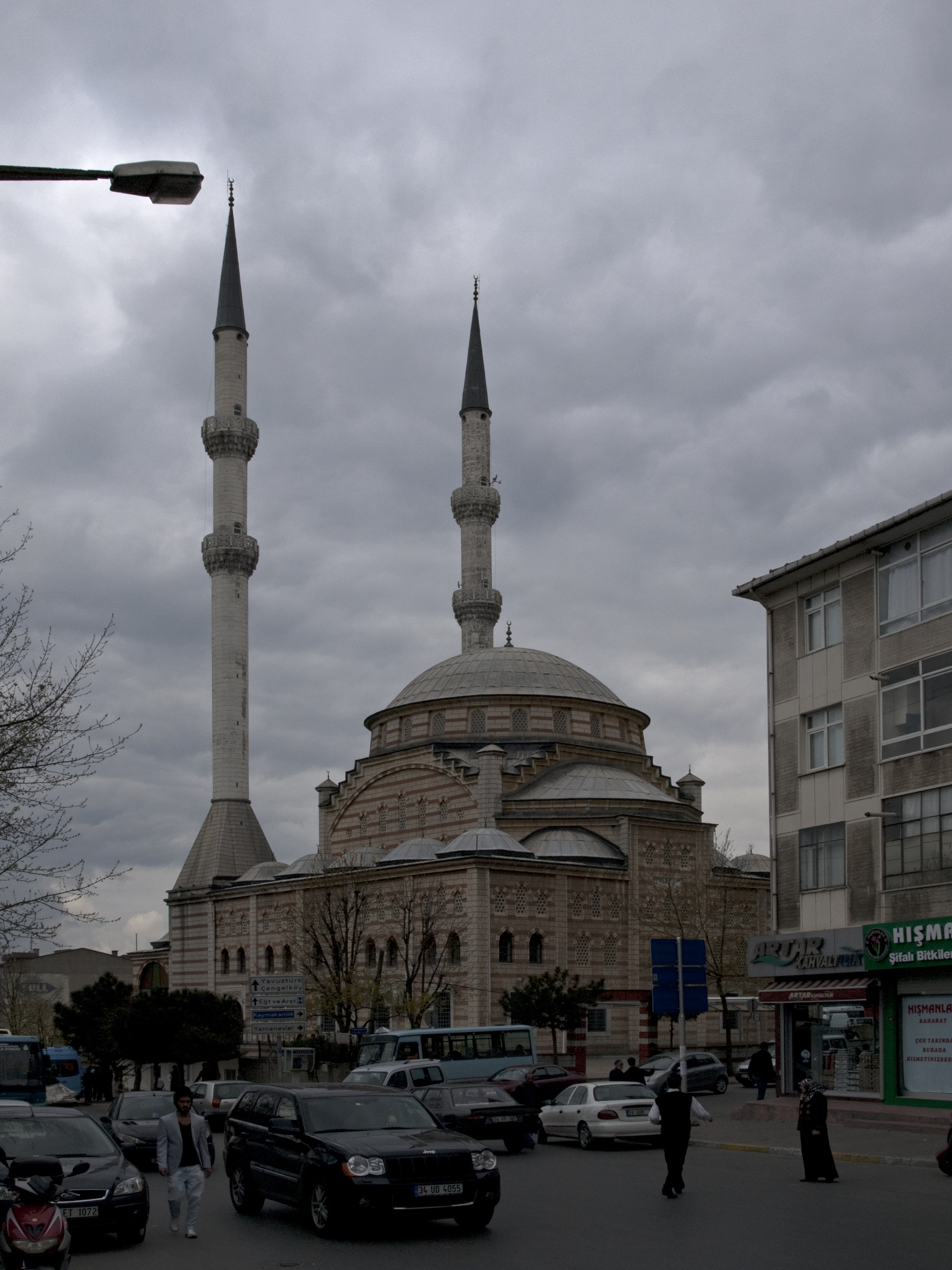
Mezquita central Ümraniye

Ümraniye es un distrito de Estambul, Turquía, situado en la parte anatolia de la ciudad. Cuenta con una población de 553.935 habitantes (2008).